# Xã Weldon Spring, Quận St. Charles, Missouri
Xã Weldon Spring (tiếng Anh: Weldon Spring Township) là một xã thuộc quận St. Charles, tiểu bang Missouri, Hoa Kỳ. Năm 2010, dân số của xã này là 26.126 người.